# Епафродит
Епафроди́т (др.-греч. Έπαφρόδιτος — любезный, приятный) — апостол от семидесяти, сподвижник апостола Павла, который, посылая его к филиппийским христианам, так говорит о его самоотверженном труде на ниве Христовой (Флп. 2:25—30):
…я почел нужным послать к вам Епафродита, брата и сотрудника и сподвижника моего, а вашего посланника и служителя в нужде моей… он был болен при смерти; но Бог помиловал его, и не его только, но и меня, чтобы не прибавилась мне печаль к печали… Примите же его в Господе со всякою радостью, и таких имейте в уважении, ибо он за дело Христово был близок к смерти, подвергая опасности жизнь, дабы восполнить недостаток ваших услуг мне.
По преданию, Епафродит был епископом в Андриании, во Фракии; Метафраст и римский мартиролог называют его епископом Таррацины в Италии.
Дни памяти в Православной церкви: 4 (17) января — соборная память апостолов от 70-и, 8 (21) декабря и 30 марта (12 апреля); в Католической церкви — 22 марта.